# 蘇聯功勳發明家

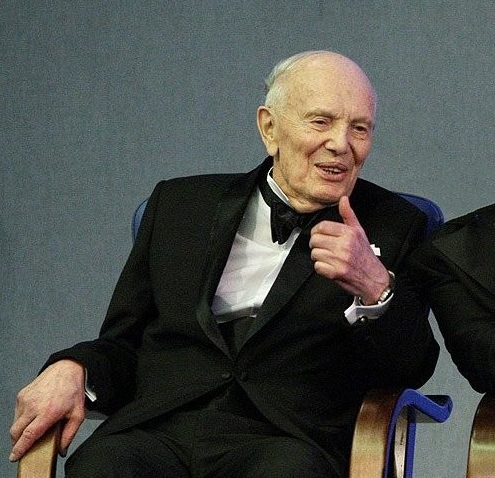
鲍里斯·巴顿

蘇聯功勳發明家（俄语：Заслуженный изобретатель СССР）是苏联的一个荣誉称号。它由1981年12月28日苏联最高苏维埃主席团第6277-X号法令设立，以表彰科技领域的优秀发明家。1988年8月22日的最高苏维埃第9441-XI号法令修改了部分内容。1991年随着苏联解体而被废除。

## 颁授情况
“苏联功勋发明家”荣誉称号是在苏联发明发现国家委员会，以及全联盟发明家和创新者协会的提议下设立的。它由苏联最高苏维埃主席团授予苏联优异的发明专利持有人。他们应在工程技术领域取得新发明成果，或者其发明成果在经济发展方面取得突出成就。
在获得该荣誉称号的同时，也会得到苏联最高苏维埃主席团发放的证书和胸章。胸章应佩戴在胸部右侧。当存在其他苏联勋章奖章时，则应佩戴在其下方。如果佩戴了其它俄罗斯联邦勋章或奖章，则后者具有优先权。

## 设计
胸章为直径30毫米的圆形，材质为镀金顿巴黄铜。正面背景为镰刀、锤子和齿轮图案，上有一颗红色五角星。从镰刀的上尖端开始，一颗飞行中的导弹通过五角星右侧，绕到左上角的一点。从章的左侧边缘开始至顶部和右侧半周刻有浮字“功勋发明家”（Заслуженный изобретатель）。在胸章底部有一个红色矩形，刻有“苏联”字样（CCCP）。胸章背面刻有文字“苏联功勋发明家 - 科技成就创造者”（Заслуженный изобретатель СССР - творец научно-технического прогресса）
胸章通过挂环固定在一个24.5毫米长，16毫米宽的矩形挂座上。绶带为红色，上面固定有一颗金色的月桂树枝。

## 获授者
该荣誉称号自设立以来仅授予了16次：
1. 鲍里斯·巴顿（1983年）
2. 列夫·科什金（1983年）
3. 斯维亚托斯拉夫·费奥多罗夫（1983年）
4. 列昂尼德·达尼洛夫（1984年）
5. 加夫里尔·伊里扎洛夫（1985年）
6. 安德烈·菲利普波夫（1985年）
7. 亚历山大·科斯特列夫（1987年）
8. 阿纳托利·多斯坦科（1987年）
9. 卡济梅拉斯·拉古斯基斯（1987年）
10. 德米特里·马特维延科（1988年）
11. 薇拉·波尔特尼亚吉娜（1988年）
12. 亚历山大·库尔达泽（1988年）
13. 弗拉基米尔·格里戈里杨（1988年）
14. 米尔·谢伊德-勒扎（1989年）
15. 亚历山大·布利斯库诺夫（1990年）
16. 列夫·帕纳休克（1991年）